# عبارة (صوفية)
العبارة عند الصوفية هي تصريح عن معارف وأحاسيس ومشاهدات وتجارب، على خلاف تلميح الإشارة، مردها إلى كثرة ذكر وتدبر المريد وشعوراته وأذواقه ضمن مقام الإحسان.

## تعريف
العبارة هي إفصاح رمزي من معالم الخطاب الصوفي القائم كذلك على لطف "الإشارة الصوفية"، ضمن خطاب تؤطره روحانية المشهد وبُعد غور المعتقد.
فالعبارة كلام منطوق أو مكتوب يخرج من لب المريد، كما وصفها ابن عطاء الله السكندري:

## أسبابها
تنقسم مسببات بروز العبارة من أفواه وكتابات المريدين إلى قسمين: «التعبير المأذون» و«التعبير المُتكلَّف».
أما فيما يخص التعبير المأذون، فيقول عنه ابن عطاء الله السكندري:
أي من أذن الله -تعالى- له من العارفين في التعبير عن الحقائق، وهي العلوم الوهبية، فُهِمت في مسامع الخلق عبارته، فلم يفتقروا إلى معاودة ولا تكرار، وجُلِّيت وظهرت إشارته إليهم فلم يحتاجوا إلى إطناب ولا إكثار.
بخلاف غير المأذون له في ذلك، حينما يكون «التعبير مُتَكَلَّفًا» كما يقول عنه ابن عطاء الله السكندري:
فربما برزت الحقائق التي هي العلوم الوهبية مكسوفة الأنوار إذا لم يؤذن لك في إظهارها فتمجها الأسماع ولا يحصل بها للسامعين استبصار، وقد كان أبو العباس المرسي يقول:
وكان يقول:

## أهدافها
تنقسم أهداف ظهور العبارة من لدن أفئدة المتصوفة إلى قسمين: «فيض الوجد» و«هداية المريد».
وأبانت إحدى الحكم العطائية عن هذا الفرق حين يقول ابن عطاء الله السكندري:
فعباراتهم التي يعبرون بها عن العلوم والمعارف التي يجدونها في باطنهم لا تكون إلا لأحد أمرين: إما لفيضان وُجد -بضم الواو-، أي لفيضان ما يجدونه في قلوبهم من ذلك، فيخرج قهراً عنهم، وهذا حال السالكين المهديين.
وإما لقصد هداية مريد، وهم أرباب المكنة أي التمكين فيلزمهم ذلك لما فيه من الإرشاد إلى سلوك سبيل الرشاد، فإن عبر السالك لا عن غلبة وجد كان في ذلك نوع من الدعوى.
وإن عبر المتمكن لغير قصد هداية مريد كان من إفشاء السر الذي لم يؤذن له فيه.

## فوائدها
حينما ينطق العارف بالله -تعالى- ببعض الفتح المغدَق عليه، فإن لذلك بعض الفوائد على المريدين متى توفر الإخلاص ووُجد الصواب.
وقد أوضح ابن عطاء الله السكندري فضل التعبير عن الواردات حينما قال:
فالعبارات التي يعبر بها الصوفية عن العلوم والمعارف هي من حيث معناها قوت لأرواح جماعة المستمعين المريدين، كما أن الأطعمة الحسية قوت لأبدان المحتاجين لها.
وهذه الأقوات المعنوية كالأقوات الحسية من حيث إنها تختلف باختلاف الطبائع، فكما أن بعض الأطعمة قد يصلح لشخص دون آخر للاختلاف في الطبيعة والمزاج، فكذلك الأقوات المعنوية منها ما يصلح لواحد دون آخر.
وليس لك إلا ما أنت له آكل، أي إلا ما فهمته عنهم، لاختلاف المذاهب وتباين المطالب، فقد تُلْقَى العبارة على جماعة، فيفهم كل واحد منهم ما لا يفهمه الآخر، وقد يفهم بعضهم من الكلام معنى لم يقصده المتكلم، ويتأثر باطنه بذلك تأثراً عجيباً، وربما فهم منه ضد ما قصده المتكلم.

## محاذيرها
يعتري التعبير المسترسل عن الأذواق والأسرار والأنوار والمشاهدات العديد من المفاسد والمحاذير.
وجاء التحذير من الإفصاح عن هذه المواجد في ما ورد عن ابن عطاء الله السكندري:
فلا ينبغي للسالك أن يعبر عن الواردات التي ترد عليه من العلوم الوهبية والأسرار التوحيدية اختياراً منه، بل يصونها عن كل أحد إلا عن شيخه.
فإن إفشاءها والبوح بها للغير يقل عملها في قلبه من التأثير المحمود، فلا يحصل له كمال الانتفاع بها، ويمنعه وجود الصدق مع ربه، لأن النفس تجد عند التعبير بها لذة وانشراحاً فيغلب عليه حظ نفسه.
ذلك أن المريد في حال سيره إلى الله مأمور بالكتمان لعلمه وعمله وحال وارداته، فإفشاؤه لعمله من قلة إخلاصه، وإفشاؤه لأحواله من قلة صدقه مع ربه.

## فيديوهات
- "التصوف - المحاضرة 3 - من خطاب العبارة إلى خطاب الإشارة": د. محمد هاشمي في ديسمبر 2019م على يوتيوب
- "الخطاب الصوفي بين العبارة والإشارة": د. عمار قاسمي في ديسمبر 2019م على يوتيوب
- "سيميائية الإشارة والعبارة عند الصوفية": د. لبنة خشة في ديسمبر 2019م على يوتيوب
- "الإشارة والعبارة": الشيخ محمد زكي إبراهيم في جوان 2015م على يوتيوب
- "قبل أيِّ حركة أو سكَنة أو إشارة أو عبارة": د. محمد خير الشعال في جانفي 2020م على يوتيوب
- "كلُّ كلامٍ يبرز وعليه كسوة القلب الذي منه برز": د. علي جمعة في مارس 2018م على يوتيوب
- "عباراتهم إما لفيضان وجد أو لقصد هداية مريد، فالأول حال السالكين، والثاني حال أرباب المكنة والمحققين": د. علي جمعة في مارس 2018م على يوتيوب
- "مَنْ أُذِنَ لَهُ فِي التَّعْبِيرِ: فُهِمَتْ فِي مَسَامِعِ الْخَلْقِ عِبَارَتُهُ، وَجُلِّيَتْ إِلَيْهِمْ إِشَارَتُهُ": د. علي جمعة في مارس 2018م على يوتيوب
- "ربّما برزت الحقائق مكسوفةَ الأنوار: إذا لم يُؤذَن لك فيها بالإظهار": د. علي جمعة في مارس 2018م على يوتيوب
- "لاَ يَنْبَغِي لِلسَّالِكِ أَنْ يُعَبِّرَ عَنْ وَارِدَاتِهِ، فَإِنَّ ذَلِكَ يُقِلُّ عَمَلَهَا فِي قَلْبِهِ، وَيَمْنَعُهُ وُجُودَ الصِّدْقِ مَعَ رَبِّهِ": د. علي جمعة في مارس 2018م على يوتيوب
- "الْعِبَارَاتُ قُوتٌ لِعَائِلَةِ الْمُسْتَمِعِينَ، وَلَيْسَ لَكَ إِلاَّ مَا أَنْتَ لَهُ آكِلٌ": د. علي جمعة في مارس 2018م على يوتيوب